# Oberzögersdorf
Oberzögersdorf ist ein Dorf und eine Katastralgemeinde der Stadtgemeinde Stockerau in Niederösterreich.

## Geographie
Oberzögersdorf liegt etwa fünf Kilometer westlich von Stockerau. Die Katastralgemeinde hat eine Fläche von 640 ha.

## Geschichte
Nach der Schlacht am Lechfeld gegen die Ungarn am 10. August 955 wurde das Gebiet von Oberzögersdorf dem Bischof von Bistum Passau unterstellt. Er war für die Neubesiedelung und die Verwaltung der Güter verantwortlich. Das dem Bischof übertragene Gebiet wurde von Schmidabach, Göllersbach und Donau. Nördlich verlief die Grenze etwas nördlich der heutigen Ortschaften Stetteldorf, Pettendorf, Wolfpassing und Zissersdorf.
Die erste schriftliche Erwähnung Oberzögersdorf erfolgte 1171, als „Zegendorf“, in einer Schenkungsurkunde. In dieser wurde ein Hof in Zegendorf von Herbord von Rußbach an das Stift Zwettl verschenkt. Ab diesem Zeitpunkt sind dieses Gut sowie weitere im Dorf erworbene Güter in den Besitzregistern des Stiftes Zwettl zu finden. Der nächste urkundlich feststellbare Besitzer des Dorfes war Wikard von Zegendorf. 1230 wurde auch die Schreibweise „Zeggendorf“, später auch noch „Zegennsdorf“, „Zekersdorf“ und „Zeckersdorf“ verwendet. Im Stiftsarchiv Zwettl werden 1299 als weitere Besitzer Heinrich von Kaya und Elisabeth von Kapellen erwähnt. 1357 lebte hier Chunrader der Schmidacher sowie 1358 Ott von Floyt. Ab 1394 befand sich das Dorf gemeinsam mit dem Schloss und der Herrschaft in Schmida im Besitz von Ernst Stockhorner. Diese urkundliche Erwähnung ist ein Hinweis auf ein Schloss (Burg, Veste) im Dorf. Dieses befand sich auf der Gartenparzelle 100/3. Heute sind nur mehr die Dämme eines ehemaligen Wassergrabens ersichtlich . Aus der Dorfgeschichte von Schmida ist bekannt, dass die dortige Anlage mehrmals und zwar 1426 von den Hussiten, 1490 von den Ungarn und 1529 von den Türken zerstört bzw. abgebrannt worden ist. Desgleichen dürfte das Dorf Oberzögersdorf samt Schloss dieses Schicksal erlitten haben. Nach Ernst Stockhorner wird sein Sohn Hans mit dem Dorf belehnt. 1482 folgen die Grafen Hardegg, 1528 Wilhelm von Zelking und 1696 die Brüder Ernst Gundarkar und Franz Herberstein. In den Jahren 1696 bis 1717 lässt Ludmilla Katharina Herberstein die Gattin des Franz Herberstein in der Dorfmitte ein Herrenhaus im heutigen Bereich der Wohnhäuser Stockerauer Straße 15 und 17 errichten. Im Jahre 1717 erwirbt Graf Julius IV Adam Hardegg zusammen mit seiner Ehegattin Maria Barbara „Dorf Au und Zugehör“. 1727 wird vor dem Herrenhaus eine Dreifaltigkeitssäule und etwa 20 Meter östlich davon eine Johannes-Nepomuksäule errichtet. Die Dreifaltigkeitssäule steht noch heute unverändert am gleichen Platz. Die Nepomuksäule wurde 1938 im Sockelbereich schräg abgebrochen und später entfernt. Schriftlich festgehalten ist die Errichtung einer Holzkapelle im Jahre 1773. 1919 wurde diese wegen Baufälligkeit abgetragen. Am 7. Oktober 1928 wurde die heutige Kapelle eingeweiht.
Die Dörfer entlang der Au hatten bereits im Mittelalter beträchtliche Bedeutung als Übergang vom Wasserweg auf die Landwege in den Norden. Vor der Donauregulierung im 19. Jahrhundert bestand dieser Strom aus einer großen, auf die ganze Au verteilten Anzahl von Gerinnen. Einige Dörfer, so auch Oberzögersdorf lagen knapp an solchen Donauarmen und waren Entladestellen für Güter die auf dem Fluss hertransportiert wurden. Es entwickelte sich bereits damals ein harter Konkurrenzkampf zwischen den Orten an der Au und auf Betreiben von Korneuburg hat der damalige Landesfürst Herzog Albrecht II. im Jahre 1420 verboten hier eine „Urfahr“ (Überfahrt über die Donau) und Ladstatt (Entladung von Schiffen und Lagerung von Gütern) z. B. treiben. Dieses Verbot wurde 1451 und 1453 erneuert. Aus der exponierten Lage von Oberzögersdorf ist es verständlich, dass der Ort in der Vergangenheit immer wieder von Donauhochwasser überflutet worden ist. Die frühere Flurbezeichnung „Im alten Dorf“ weist darauf hin, dass die Siedlung seinerzeit näher an der Au und somit tiefer gelegen ist. Wegen der damals üblichen Holzbauweise und Stroheindeckung bedeutete Feuer meist eine Katastrophe für die Bewohner. Am 22. April 1559 brannte das ganze Dorf nieder. 1572 wurden 14 1845 17 Häuser und 8 Scheunen durch Feuer zerstört und 1874 brannte wieder das halbe Dorf ab. Am 15. September 1909 wurde sodann auch hier die Freiwillige Feuerwehr gegründet.

## Infrastruktur
Oberzögersdorf ist durch die Buslinie 825 an den öffentlichen Personennahverkehr angeschlossen.

## Populäre Kultur
Oberzögersdorf spielt eine wichtige Rolle in der fiktiven Welt von Sowjet-Unterzögersdorf, da es das angrenzende und immer an imperialistischer Übernahme interessierte Dorf US-Oberzögersdorf darstellt.

## Bauwerke
- Pestsäule Oberzögersdorf